# Zaljev Svetog Lovre
Zaljev svetog Lovre (rus. Залив Лаврентия) je zaljev u Beringovom moru na istočnoj obali Čukotskog poluotoka, Rusija.

## Geografija
Ovaj zaljev se nalazi vrlo blizu Beringovog prolaza, koji se nalazi samo nekoliko kilometara sjeveroistočno.
Zaljev je otvoren prema jugoistoku. Dugačak je 45 km, a prosječno širok oko 8 km. Dva su otočića unutar zaljeva gdje se on sužava tvoreći uvalu. Na južnoj obali zaljeva kod rta Hargilah nalazi se selo Lavrentija.

## Povijest
U kolovozu 1778., britanski je kapetan James Cook pristao na nekoliko sati u zaljevu sv. Lovre i susreo neke od lokalnih Čukča, ali se nije zadržavao u zaljevu.
Zaljev je prvi istražio ruski pomorac grof Friedrich Benjamin von Lütke 1828. godine.
Godine 1881., Američki je kitolovac USS Rodgers u ovom zaljevu zadesio požar, te je nakon neuspješnog gašenja napušten.

## Vanjske poveznice
- Sve lokacije  Arhivirana inačica izvorne stranice od 9. siječnja 2008. (Wayback Machine)
- Patuljaste biljke u zaljevu St. Lawrence